# برایان گیو
برایان گیو (انگلیسی: Bryan Gioè؛ زادهٔ ۶ ژوئیهٔ ۱۹۹۳) بازیکن فوتبال است.